# Lil Gator Game
Lil Gator Game é um jogo eletrônico de plataforma desenvolvido pela MegaWobble e publicado pela Playtonic Games, foi lançado em 14 de dezembro de 2022. É um jogo de plataforma 3D onde o jogador controla um jovem jacaré que passa o tempo tentando chamar a atenção da irmã mais velha.  Lil Gator Game foi lançado em dezembro de 2022 para Microsoft Windows e Nintendo Switch, depois para PlayStation 4, PlayStation 5, Xbox One,  e Xbox Series X/S em 10 de outubro de 2023.

## Jogabilidade
O jogador pode explorar uma série de ilhas, cada uma com habitantes diferentes, com missões secundárias para completar. O jogador pode ganhar dinheiro de papelão e objetos que podem ser usados para criar novos itens que abrem novas áreas do mundo. O personagem do jogador pode escalar, nadar e planar para alcançar novas áreas.

## Trama
O protagonista e personagem do jogador é Lil' Gator, um jovem crocodilo curioso e extrovertido que gosta de explorar e sair com os amigos.
Na seção de abertura do jogo, controlamos Lil'Gator, ainda criança, enquanto eles brincam no parque e conversam com sua irmã mais velha. Esta seção nos dá um vislumbre do forte vínculo entre irmãos que existe entre Lil 'Gator e sua irmã mais velha.

## Desenvolvimento
O desenvolvimento do jogo foi iniciado por Scott Slucher, com os outros dois desenvolvedores, Robin Burgess e Connor Quinn, juntando-se depois. O desenvolvimento do jogo começou em 2020, com base em uma pequena demonstração tecnológica, Playground Hero. A recepção positiva a um GIF do jacaré do jogo correndo em círculos despertou a atenção do editor e ajudou o jogo a iniciar a produção.
O design do personagem principal foi inspirado em Link de The Legend of Zelda, especificamente no design de Oracle of Seasons e Oracle of Ages. Quanto às influências na escrita, os desenvolvedores se inspiraram em Frog Detective, The Fairly OddParents e SpongeBob SquarePants. As missões secundárias em particular foram baseadas na série Yakuza, com foco na natureza absurda dos personagens. O estilo visual e a natureza exploratória do jogo foram influenciados por A Short Hike de 2019, ao lado de Kirby Air Ride e Tony Hawk's Pro Skater.
Em fevereiro de 2023, o jogo recebeu um modo speedrunning.

## Recepção
Lil Gator Game recebeu “críticas geralmente favoráveis” de acordo com o agregador de críticas, Metacritic.
Polygon gostou de como o título pegou ideias de diferentes entradas de Zelda para construir sua história, "o que eu realmente amo no jogo é como ele equilibra o verniz infantil da perspectiva do protagonista com um núcleo emocional comovente que lembra Wind Waker". Destructoid gostou do retrato da adolescência no jogo, "Lil Gator está tentando criar as ferramentas que adquire pela ilha, há tanta coisa aqui que parece ter sido tirada diretamente da mente de uma criança". Rock Paper Shotgun sentiu que o conteúdo secundário era um desvio agradável da história principal: "As missões são quase sempre simples, mas proporcionam pequenas tarefas relaxantes para serem concluídas conforme você explora.".
Ao elogiar o centro central, a Game Informer criticou como o jogo pode ser difícil de explorar: "No entanto, com vários lugares na pitoresca ilha principal parecendo semelhantes e sem acesso a um minimapa, é fácil se virar.". A Nintendo Life adorou os visuais, observando que "os visuais cel-shaded da floresta de outono ficam maravilhosos no Switch, e o jogo geralmente funciona bem".

## Referência
1. ↑  Torossian, Chris (11 de dezembro de 2022). «Lil Gator Game's Non-Binary, Differently Abled Representation is 'True' to its Characters». Game Rant (em inglês). Consultado em 22 de junho de 2023
2. ↑  Diaz, Ana (16 de abril de 2023). «Lil Gator Game is the Zelda-like I didn't know I needed». Polygon (em inglês). Consultado em 18 de abril de 2023. Cópia arquivada em 17 de abril de 2023
3. ↑  Torossian, Chris (12 de dezembro de 2022). «Lil Gator Game Interview: Director Connor Patrick Quinn Discusses Unique Characters and World Design». Game Rant (em inglês). Consultado em 19 de abril de 2023
4. ↑  Barnett, Brian (1 de março de 2023). «Lil Gator Game Developer Interview: Make Your Own Fun With Adorable Sandbox Exploration». IGN (em inglês). Consultado em 18 de abril de 2023. Cópia arquivada em 18 de abril de 2023
5. ↑  Barnett, Brian (1 de março de 2023). «Lil Gator Game Developer Interview: Make Your Own Fun With Adorable Sandbox Exploration». IGN (em inglês). Consultado em 18 de abril de 2023. Cópia arquivada em 18 de abril de 2023
6. ↑  «Lil Gator Game is getting a speed-run mode today». GodisaGeek.com (em inglês). 6 de fevereiro de 2023. Consultado em 18 de abril de 2023. Cópia arquivada em 18 de abril de 2023
7. 1 2  Andriessen, CJ (3 de janeiro de 2023). «Review: Lil Gator Game». Destructoid (em inglês). Consultado em 19 de abril de 2023. Cópia arquivada em 24 de março de 2023
8. 1 2  Shea, Brian (18 de janeiro de 2023). «Lil Gator Game Review - Scaly Sentimentality». Game Informer (em inglês). Consultado em 18 de outubro de 2023. Cópia arquivada em 9 de outubro de 2023
9. 1 2  Posner-Ferdman, Brett (14 de dezembro de 2022). «Review: Lil Gator Game - An Incredibly Charming Adventure With A Deep Message». Nintendo Life (em inglês). Consultado em 19 de abril de 2023. Cópia arquivada em 27 de janeiro de 2023
10. 1 2  «Lil Gator Game». Metacritic (em inglês). Consultado em 17 de abril de 2023. Cópia arquivada em 4 de fevereiro de 2023
11. ↑  Diaz, Ana (16 de abril de 2023). «Lil Gator Game is the Zelda-like I didn't know I needed». Polygon (em inglês). Consultado em 19 de abril de 2023. Cópia arquivada em 18 de abril de 2023
12. ↑  Hefford, Hayden (15 de dezembro de 2022). «Lil Gator Game review: a heartfelt adventure about childhood antics». Rock, Paper, Shotgun (em inglês). Consultado em 19 de abril de 2023. Cópia arquivada em 4 de fevereiro de 2023

## Ligações Externas
- «Site Oficial Playtonic»